# Saprolita

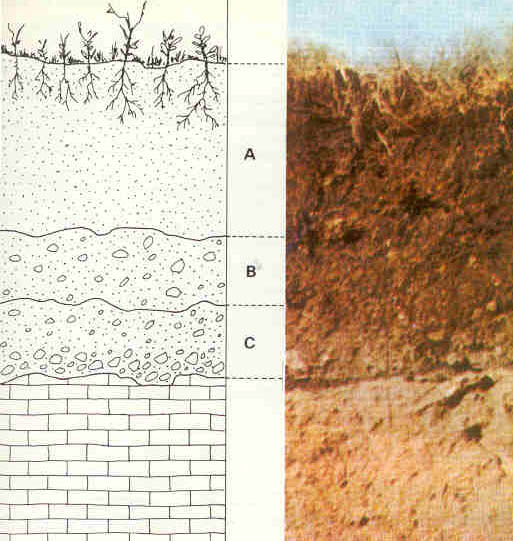
A representa el sòl; B representa la laterita, un regolit; C representa la saprolita, un regolit menys meteoritzat; sota la C hi ha la roca mare

La saprolita és una roca descomposta i impregnada de matèria orgànica, rica en argila, esmicadissa i terrosa i generalment de colors foscos.
La paraula saprolita deriva del grec:σαπρος = pútrid + λιθος = roca.
La saprolita és una roca químicament meteoritzada. Es formen en les zones baixes del perfil del sòl i representen una meteorització profunda de la roca mare. En la majoria dels casos el seu color prové dels compostos fèrrics. En les masses continentals entre les latituds 35° N i 35° S s'estenen perfils profundament meteoritzats.
Les condicions per a la formació de regolits profundament meteoritzats inclouen un relleu topogràficament moderat prou pla per evitar l'erosió i per permetre la lixiviació. Una segona condició són llargs períodes d'estabilitat tectònica; l'activitat tectònica i el canvi climàtic poden produir erosió. La tercera condició és tenir un clima entre tropical i temperat.
Una saprolita poc meteoritzada té la capacitat de produir aigua subterrània. La meteorització profunda de la saprolita causa la formació de molts jaciments supergens de bauxita ferro, or saprolític, coure, urani i minerals pesants en acumulacions residuals.

## Formació
El regolit d'una zona és el producte d'una llarga història de meteoritació, lixiviació i dispersió química que dominen durant el procés inicial de meteorització sota condicions humides.
Els sulfurs són un dels minerals més inestables en ambients humits i oxidants; molts dels sulfurs de cadmi, cobalt, coure, molibdè, níquel i zinc són fàcilment lixiviats cap avall del perfil del sòl. Els carbonats són molt solubles especialment en ambients àcids i els elements amb calci, magnesi, manganès i estronci són fortament lixiviats. La serpentinita –i les roques ígnees baixes en silici i riques en ferro i magnesi es meteoritzen progressivament en tota la zona mentre altres elements queden retinguts.